# Port lotniczy Abong-Mbang
Port lotniczy Abong-Mbang – krajowy port lotniczy zlokalizowany w kameruńskim mieście Abong-Mbang (Region Wschodni).